# No Kum-sok
No Kum-sok/Kenneth H. Rowe (nacido No Kum-sok (luego Kenneth H. Rowe) 10 de enero de 1932-Daytona Beach, Florida, 26 de diciembre del 2022) fue un teniente retirado de la Fuerza Aérea del Ejército Popular Coreano. Unas semanas después de que se pusiera fin a la guerra de Corea, desertó a Corea del Sur en un avión MiG-15.

## Temprana edad y educación

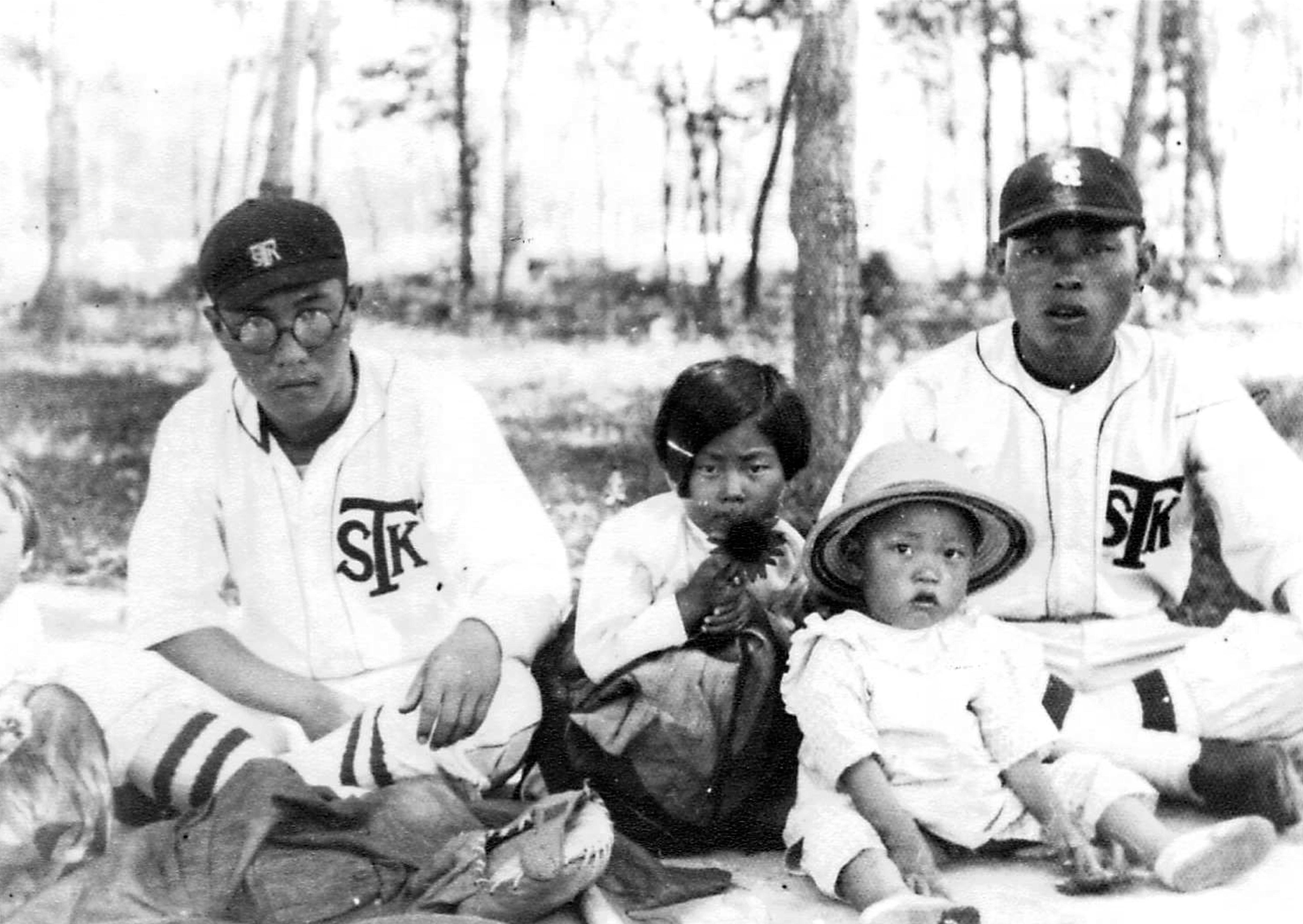
No cuando era un niño pequeño en 1935, junto a su padre, que era jugador de béisbol.

Nació en Corea del Norte durante la ocupación japonesa de Corea, por lo cual se vio obligado a usar un nombre japonés: Okamura Kyoshi.
Su padre era jugador de béisbol para el equipo de una compañía. Durante la Segunda Guerra Mundial apoyaba a Japón, a tal punto que pensó en convertirse en un piloto kamikaze, pero su padre estaba firmemente en contra. Poco a poco su apoyo por el Imperio Nipón fue disminuyendo, mientras que poco a poco se fue convirtiendo en un proestadounidense, aunque tuvo que ocultar su proamericanismo debido a los peligros de ser reconocido como un admirador de los Estados Unidos durante la recién creada República Popular Democrática de Corea.
A principios de 1948 asistió a un discurso de Kim Il-sung. A pesar de estar en contra del comunismo, admiraba la capacidad oral de Kim Il-sung. Al igual que tuvo que ocultar su apoyo por los Estados Unidos tuvo que ocultar su oposición al comunismo por miedo a ser reprimido.

## Carrera

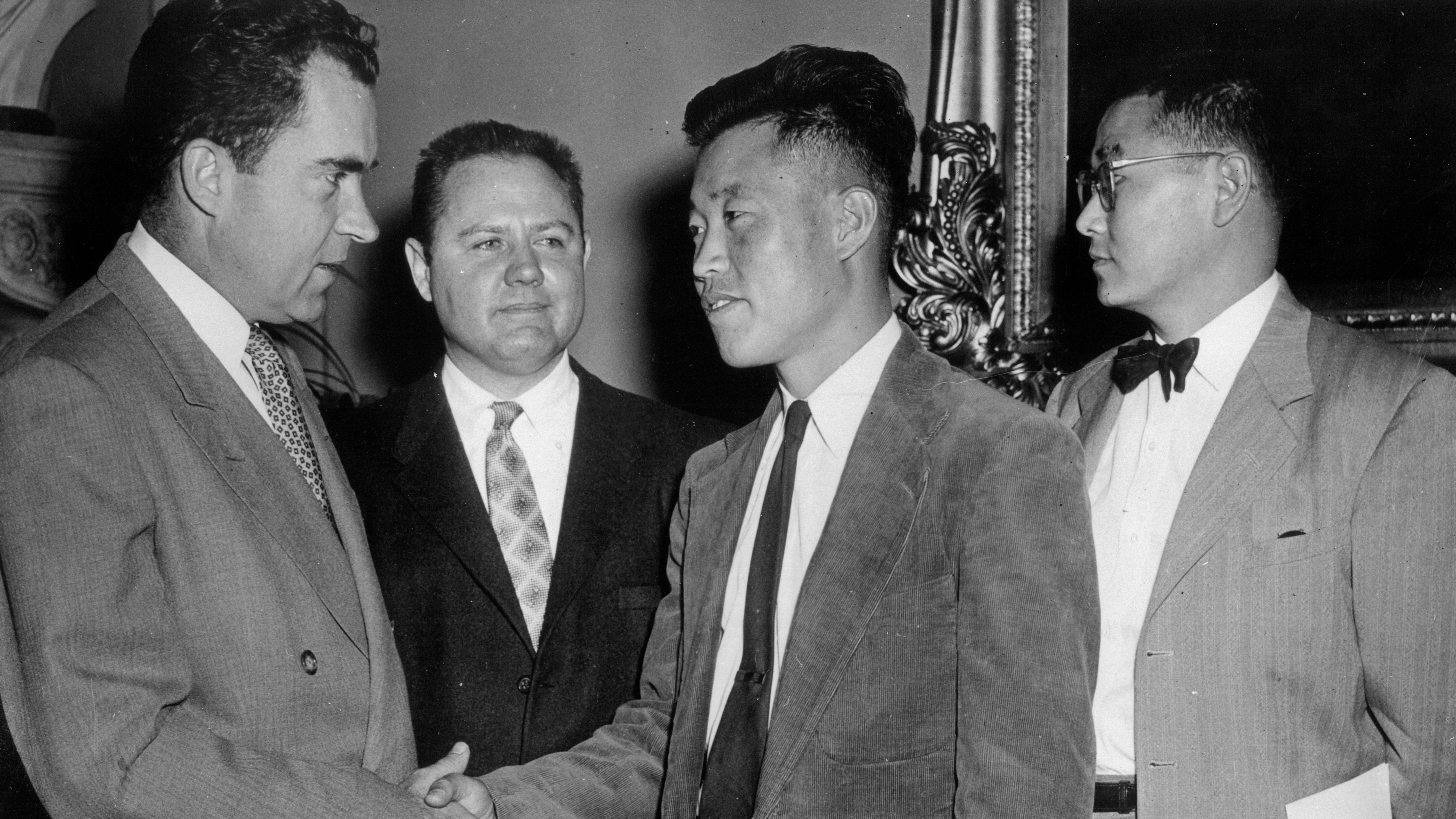
No junto a Richard Nixon en mayo de 1954.

### Guerra de Corea
Durante la guerra de Corea, se alistó en la Marina Popular de Corea, y fue aceptado tras mentir en el test de admisión. En la academia naval, ganó el favor de su profesor de historia que más tarde ayudó a en la prueba de selección piloto. Después de pasar la prueba de selección, No fue ascendido a alférez, y traído a Manchuria para entrenamiento de vuelo. Tras esto, sería ascendido a Teniente y más adelante a Teniente primero.

### Deserción
En la mañana del 21 de septiembre de 1953, No despego con un Mikoyan-Gurevich MiG-15 desde el Aeropuerto Internacional de Sunan, en las afueras de Pionyang con destino al Aeropuerto Internacional de Gimpo, en las afueras de Seúl, Corea del Sur. La duración del vuelo fue de tan solo 17 minutos, ya que el MiG volaba a 1000 km/h. Durante el vuelo no fue perseguido por aviones norcoreanos (ya que estaba demasiado lejos), ni fue interceptado por las fuerzas aéreas o terrestres estadounidenses. El radar estadounidense que se encontraba en las proximidades de Gimpo había sido apagado temporalmente esa mañana para realizar mantenimiento de rutina. No aterrizó de forma incorrecta en la pista, casi golpeando un F-86 Sabre que también estaba aterrizando en la pista. El Capitán Dave William de los Estados Unidos se desvió del camino y exclamó por la radio:

Es un maldito MiG!

Otro piloto estadounidense, el capitán Jim Sutton, que rodeaba el aeropuerto, dijo que si Kum-sok hubiera aterrizado de forma correcta, hubiera sido avistado y derribado. Kum-sok llevó su MiG hacia un lugar libre entre dos F-86, salió del avión y comenzó a desgarrar una imagen de Kim Il-sung que se encontraba en la cabina de la aeronave y luego levantó los brazos en señal de rendición al acercarse a los guardias de seguridad de la base aérea.
Después de ser detenido y sometido a interrogatorio, recibió $ 100,000 (equivalente a $ 895,149 en 2016) ya que era la recompensa de la Operación Moolah, un programa del gobierno de los Estados Unidos para fomentar las deserciones norcoreanas. No fue el primer piloto norcoreano en desertar, pero admitió que no estaba al tanto de la recompensa. No explicó que a los pilotos norcoreanos no tenían permitido escuchar radios surcoreanas, y que los folletos propagandísticos nunca fueron lanzados sobre Manchuria, donde los pilotos estaban acuartelados, e incluso si los pilotos hubieran escuchado acerca de la recompensa, la cantidad de dinero habría sido insignificante para los jóvenes comunistas. No dijo que el programa hubiera sido mucho más efectivo si se hubiera ofrecido un buen trabajo y residencia en los Estados Unidos, pero el presidente Dwight D. Eisenhower estaba en contra de pagar a desertores.
Hubo repercusiones por la deserción de No. Según el capitán Lee Un Yong, un instructor de vuelo de la Fuerza Aérea de Corea del Norte que desertó a Corea del Sur dos años después de No, el general Wan Yong, el máximo comandante de la Fuerza Aérea de Corea del Norte, fue degradado, y cinco de los camaradas y comandantes de la Fuerza Aérea del Norte fueron ejecutados. Uno de los ejecutados fue el teniente Kun Soo Sung, el mejor amigo y compañero piloto de No.
Su padre ya estaba muerto y su madre ya había escapado al Sur antes de la deserción de su hijo. Sin embargo, su tío quedó en Corea del Norte, que nunca más se supo de él.

### El MiG-15 de No

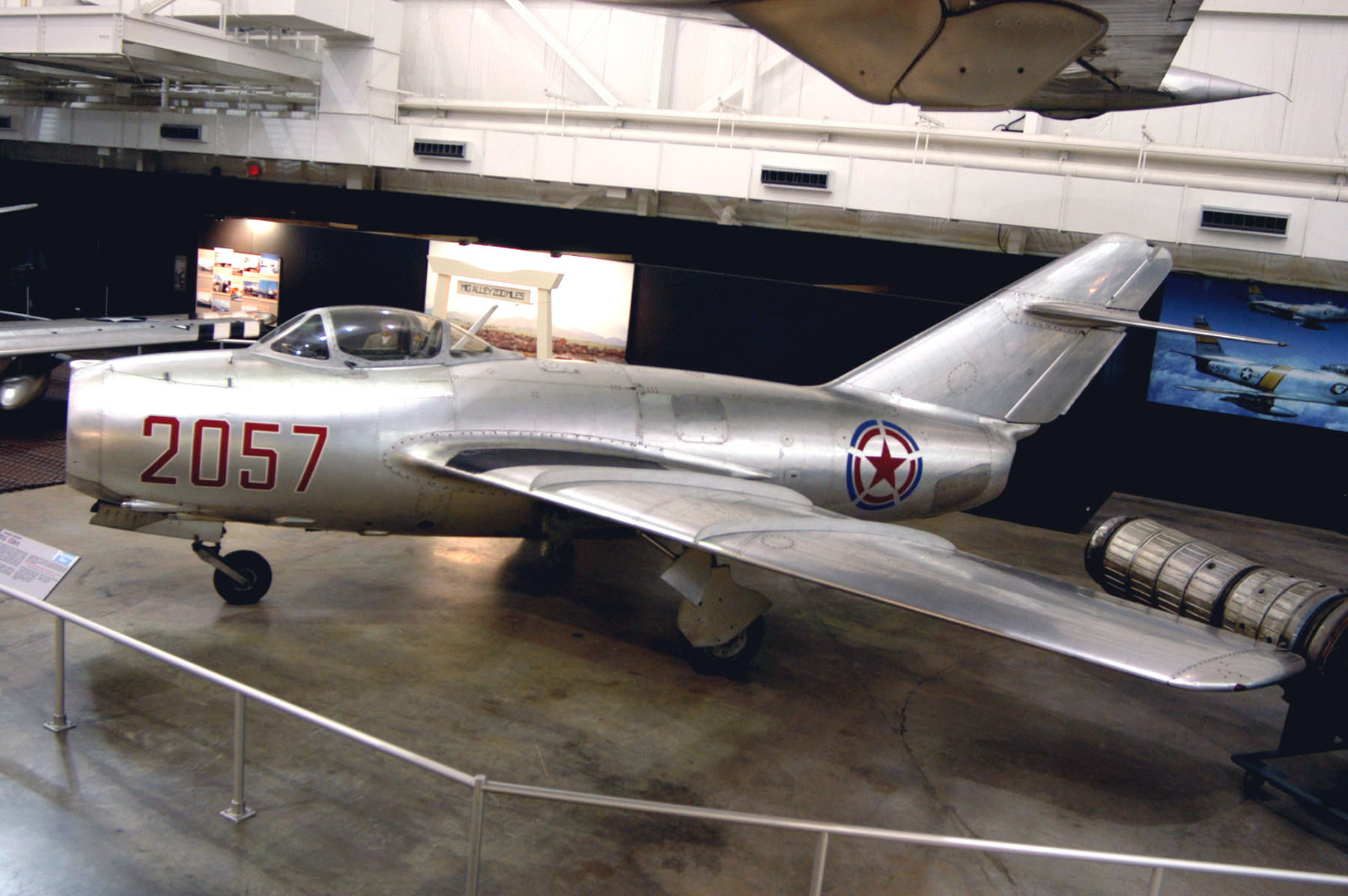
El MiG-15 del teniente No en exhibición en el Museo Nacional de la Fuerza Aérea de Estados Unidos.

Una vez que No entregó su aeronave, esta fue llevada a la Prefectura de Okinawa, donde se le pintó insignias de la Fuerza Aérea de los Estados Unidos y fue probado por el Capitán H.E. Collins y el Mayor Chuck Yeager. Tras esto, fue enviado a la Base de la Fuerza Aérea Wright-Patterson, después de que los intentos para devolverlo a Corea del Norte no tuvieron éxito.
Actualmente se encuentra en exhibición en el Museo Nacional de la Fuerza Aérea de Estados Unidos.

## Tras la deserción
En 1954, inmigró a los Estados Unidos e incluso conoció a Richard Nixon. Una vez asentado en el país, él anglicanizó su nombre a "Kenneth H. Rowe".  Lo acompañó su madre, que había escapado hacia Corea del Sur a principios de 1951.
Posteriormente se graduó de la Universidad de Delaware, con títulos en ingeniería mecánica y eléctrica.
Se casó con una emigrante de Kaesong, Corea del Norte, criaron a dos hijos y una hija, y se convirtió en ciudadano de los EE. UU.
Trabajó como un ingeniero aeroespacial en Grumman, Boeing, Pan Am, General Dynamics, General Motors, General Electric, Lockheed Corporation, DuPont Corporation y Westinghouse Electronic Systems.
En 1970, se enteró mediante un compañero desertor que, como castigo por su deserción, su mejor amigo, el teniente Kun Soo Sung, había sido ejecutado. Se enteró de que otros cuatro pilotos en su cadena de mando también fueron ejecutados por el pelotón de fusilamiento. Uno de los pilotos y un amigo de su escuadrón se convirtió en el vicepresidente Comisión Nacional de Defensa de Corea del Norte, el General O Kuk-ryol. Fue considerado el segundo hombre más poderoso en Corea del Norte.
En 1996, escribió y publicó un libro titulado Un MiG-15 de la libertad,  sobre su deserción y vida en Corea del Norte.
Se retiró en el año 2000 tras trabajar por 17 años como profesor en la Universidad Aeronáutica Embry–Riddle.

## Vida personal
Rowe hablaba inglés de manera fluida y falleció el 26 de diciembre de 2022 en Florida, USA a sus 90 años de edad por causas naturales, nunca se arrepintió de sus acciones.

## En la cultura popular
- Su deserción inspiro una de las misiones del videojuego Chuck Yeager's Air Combat.
- Una biografía de Kum-Sok fue publicada por Blaine Harden en 2015 como The Great Leader and the Fighter Pilot: The True Story of the Tyrant Who Created North Korea and The Young Lieutenant Who Stole His Way to Freedom (2015).[2] Harden tuvo acceso a archivos desclasificados y nuevas declaraciones de Row.[15]